# Vicoli
Vicoli är en ort och kommun i provinsen Pescara i regionen Abruzzo i Italien. Kommunen hade 375 invånare (2018).